# Musikpalatset
Musikpalatset, ursprungligen Bofors samlingshus, uppfört 1908, är ett samlingshus för åtta kulturföreningar på Boåsberget i centrala Karlskoga, med utsikt över sjön Möckeln. Byggnadens stora konsertsal har plats för omkring 250 personer och invigdes 1909. Tidigare fanns även en gymnastikhall i byggnaden.